# Cacciata di Lama
L'espressione "cacciata di Lama" fa riferimento alla contestazione che il 17 febbraio 1977 il movimento degli studenti, in particolare Indiani metropolitani e militanti di Autonomia Operaia, rivolse al segretario della CGIL Luciano Lama durante un comizio sindacale che questi stava tenendo presso l'Università La Sapienza di Roma. Fu uno degli eventi più rappresentativi del fermento politico poi passato alla storia come movimento del Settantasette.

## Antefatti

### Occupazione della facoltà di Lettere
Il 26 gennaio 1977, secondo altre fonti il 1º febbraio, all'Università la Sapienza di Roma un gruppo di circa settanta militanti di estrema destra aderenti al FUAN irruppe nelle facoltà di Statistica, Legge, Scienze Politiche e Lettere (in quest'ultima era riunito il Comitato di lotta contro la circolare Malfatti vicino ai collettivi autonomi) lanciando bottiglie incendiarie e sparando numerosi colpi di pistola. Tra i militanti di sinistra intervenuti a contrastare l'azione neofascista, lo studente di 22 anni Guido Bellachioma fu colpito alla nuca da un proiettile sparato dagli assalitori e ricoverato in fin di vita al Policlinico Umberto I; un altro studente, Paolo Mangone, fu anch'egli ferito negli scontri. In reazione a tali avvenimenti, nel pomeriggio circa un migliaio di studenti, dopo un corteo cittadino, occupò la facoltà di Lettere alla quale Bellachioma era iscritto.

### Scontri di Piazza dell'Indipendenza
Il 2 febbraio L'Unità pubblicò un articolo a firma del senatore del PCI Ugo Pecchioli, il quale definiva gli autonomi «squadristi» e chiedeva alle forze dell’ordine di chiudere i loro «covi»; i Comitati Autonomi Operai di Roma gli risposero con una lettera aperta, qualificando le sue accuse come infamanti ed equiparandole a quelle che solitamente ricevevano dal Movimento Sociale Italiano e dalla Democrazia Cristiana. Le proteste universitarie contro la legge Malfatti di fatto sarebbero cresciute nei giorni seguenti, culminando nell'occupazione delle università di Torino, Pisa, Cagliari, Sassari, Bologna, Milano, Padova e Firenze.
Il giorno stesso a Roma un gruppo di manifestanti assalì la sezione del Fronte della Gioventù in via Sommacampagna; subito dopo, all'altezza della vicina Piazza dell'Indipendenza, al corteo che si dirigeva verso la facoltà di Magistero si accodò una Fiat 127 bianca dalla quale uscirono due agenti in borghese che spararono contro i manifestanti; dalla piazza fu risposto al fuoco, ferendo gravemente alla testa l'agente Domenico Arboletti; gli studenti Paolo Tomassini e Leonardo "Daddo" Fortuna, anch'essi feriti, furono in seguito imputati per tentato omicidio ai danni dell'agente; nello scontro rimasero feriti in modo più lieve anche un vigile urbano e l’autista di un pullman.
Nel pomeriggio altri scontri ebbero luogo nella sezione del MSI di via Assarotti a Monte Mario, per protesta contro un vicino comizio di Giorgio Almirante, e nel quartiere Garbatella un'altra sezione di quel partito fu data alle fiamme.

## Il comizio e la "cacciata"
Il comizio di Lama dentro l'università fu deciso dai vertici del PCI assieme a quelli della CGIL, motivandolo con la necessità di ripristinare le libertà sindacali e politiche all'interno dell'ateneo senza il ricorso alle forze di polizia, ma anche con l'intento di allontanare i simpatizzanti di Autonomia Operaia dall'ateneo, isolandoli dagli altri studenti.
Per garantire l'ingresso di Lama nell'università fu mobilitato un centinaio di operai delle fabbriche della Tiburtina; nel cortile universitario venne allestito un palco per comizio sistemato su un piccolo camion posizionato tra la facoltà di Legge e la fontana della Minerva. Nel frattempo il cortile si riempiva man mano anche di studenti, alcuni dei quali simbolicamente appesero ad una forca un pupazzo raffigurante il leader sindacale.

Il comizio incominciò con gli indiani metropolitani che dileggiavano il leader sindacale con slogan adattati sulle note di Guantanamera, quindi lo scontro fra studenti e operai si fece più violento fino a sfociare in una sassaiola verso il palco e in una vera e propria rissa. Lama uscì indenne dall'ateneo, protetto dal servizio d'ordine della CGIL, mentre gli studenti scandivano: "via, via la nuova polizia!" e subito dopo alcuni di loro travolgevano il servizio d'ordine e si impadronivano del palco, distruggendo il camion.

Università di Roma La Sapienza, 17 febbraio 1977
Il fantoccio raffigurante Lama appeso dagli studenti prima del comizio.
Lama a inizio comizio. Le forze del servizio d'ordine si distinguono per il distintivo bianco.
Lama lascia l'università protetto dal servizio d'ordine.
Gli studenti si impadroniscono del palco del comizio.

## Le reazioni
Il 25 febbraio Enrico Berlinguer commentò i fatti e ne diede una valutazione politica, accusando il movimento degli studenti di "diciannovismo"; più in generale il PCI si attestò su una linea di criminalizzazione di tutto il movimento, mentre alcuni intellettuali cercavano di cogliervi altri aspetti: Umberto Eco ad esempio scrisse di volersi porre "sulla linea di confine" per cercare di capire.
Il 26 e 27 febbraio il movimento degli studenti, suddiviso in diversi gruppi fino ad allora in frequente reciproco rapporto conflittuale come indiani metropolitani, femministe e autonomi, indisse una prima assemblea nazionale nell'università occupata. Nella tarda sera, nell'Aula 1 fu approvata una mozione, proposta da settori dell’«area dell’autonomia» romana e milanese, con la quale si rivendicavano gli scontri di Piazza Indipendenza del 2 febbraio e la stessa "cacciata di Lama", e si indiceva una manifestazione nazionale per il 12 marzo.

## Analisi dell'episodio

Una scritta ironica realizzata poco dopo l'accaduto.

Nel tempo, la "cacciata di Lama" è stata valutata e considerata nel suo contesto storico con diversi punti di vista.
Secondo Alberto Asor Rosa, uno degli organizzatori del comizio di Lama, quest'ultimo fu «un colossale errore politico, forse il più clamoroso che io abbia commesso in vita mia. [...] Si creò un baratro. E fu enfatizzata la possibilità, da parte dei gruppi più estremi, di fare una battaglia violenta contro il sistema». Lo scontro aveva reso obsolete le vecchie categorizzazioni marxiste che Asor Rosa conosceva: «Da una parte c'erano i "garantiti", operai, consigli di fabbrica, insegnanti, lavoratori del terziario, insomma la prima società. Dall'altra gli studenti, il precariato intellettuale, l'area degli emarginati, la seconda società dei "non garantiti" che il PCI non era stato in grado di intercettare e rappresentare». Asor Rosa pubblicò questa sua analisi politica alla fine del 1977, nel libro Le due società – ipotesi sulla crisi italiana.

Il cantautore genovese Fabrizio De André alluse alla cacciata di Lama nel testo della sua canzone Coda di Lupo, dall'album Rimini pubblicato nel maggio 1978:
Capelli corti generale ci parlò all'università

Dei fratelli tute blu che seppellirono le asce

Ma non fumammo con lui, non era venuto in pace.

E a un dio "fatti il culo" non credere mai.»
(Fabrizio De André - Coda di lupo, 1978)

## Il ritorno di Lama alla Sapienza
Il 13 febbraio 1980 Lama tornò sul luogo dell'aspra contestazione da lui subita tre anni prima, per intervenire alla manifestazione che istituzioni locali e nazionali – assieme a varie organizzazioni sindacali e studentesche – organizzarono alla Sapienza in memoria del vicepresidente del Consiglio superiore della magistratura Vittorio Bachelet, assassinato il giorno prima dalle Brigate Rosse presso la facoltà di Scienze Politiche, e più in generale come espressione di ferma condanna del terrorismo rosso. Il sindacalista condivise il palco con altri oratori, tra i quali l'allora segretario della CISL Pierre Carniti, il giudice Marco Ramat, cofondatore di Magistratura democratica, nonché Antonio Ruberti e Luigi Petroselli, all'epoca rispettivamente rettore della Sapienza e sindaco di Roma.